# 볼넷
야구에서 볼넷(ball넷, 영어: base on balls 베이스 온 볼스[*], 이전 명칭: 포볼/four ball)은 타자가 타석에서 4개의 볼을 골라 1루로 나가는 것을 뜻하는 용어다. 약칭은 BB이며, 걸어서 진루한다는 의미로 워크(walk)라고도 한다.
일본식 표현으로 사구(四球)라고도 하지만, 몸에 맞는 볼을 뜻하는 한자어 사구(死球)와 한글표기가 같아 볼넷이라는 표현을 더 많이 사용한다. 다만 볼넷과 몸에 맞는 볼을 함께 일컫는 사사구(四死球)는 자주 쓰인다. 네 개의 볼을 뜻한다.

## 같이 보기
- 야구 용어 목록
- 몸에 맞는 공
- 볼데드
- 끝내기 볼넷